# 노르웨이 내전
내전기(노르웨이어: borgerkrigstiden)란 노르웨이의 역사에서 1130년에서 1240년 사이를 가리키는 말이다. 여러 소왕국들의 왕들과 왕위 요구자들이 할거하면서 여러 차례의 내전이 벌어졌다.
이 내전의 원인은 노르웨이 중세사에서 가장 그게 논의되는 주제 가운데 하나다. 내전은 1130년 시구르드 1세 요르살라파리 국왕이 죽으면서 시작되었고, 이후 첫 10여년간은 여러 세력들이 어지럽게 합종연횡했다. 그러다 12세기 말이 되면 비르키베이나르와 바글라르라는 두 개의 두드러진 세력이 부상하기 시작하여 1 대 1 구도를 세우기 시작했다.
1217년 두 세력이 화해한 뒤로 보다 질서정연한 행정 체계가 왕을 중심으로 서서히 고착화되기 시작함으로써 할거 시대는 막을 내렸다. 1240년 스쿨리 바르다르손 공작이 왕위를 노리고 반란을 일으켰다가 진압된 것이 내전기 최후의 내전이라고 본다.

## 내전의 진행

### 배경
전통적으로 노르웨이는 872년 하랄드 1세 하르파그리에 의해 단일 왕국으로 통일되었다고 알려져 있지만, 내부적으로 규합된 진정한 통일국가가 되기까지는 그 뒤로도 긴 시간이 걸렸다. 11세기 중엽이 되면 그 내부 규합 과정이 거의 완료되었지만, 그럼에도 복수의 통치자가 왕위를 공유하는 것이 여전히 드물지 않았다. 두 명 이상의 적법한 왕위 후보가 존재할 때 이런 식으로 해결하곤 했던 것 같다. 이렇게 함께 즉위한 공동왕들은 서로 긴장된 사이일 수밖에 없었지만, 공개적인 충돌은 피하려 했다. 상속법이 분명하게 존재하지 않았기 때문에, 왕위 후보로서 적합하다고 평가받는 기준은 하랄드 하르파그리의 남계 후손일 것, 그것 뿐이었다. 사생아는 배제하는 적서의 차별조차 없었다.
시구르드 1세 요르살라파리 역시 형제들(에위스테인, 올라프)과 공동왕으로서 즉위했다. 그러다 형제들이 후사 없이 죽자 시구르드가 단독왕이 되었고, 시구르드의 아들 마그누스 시구르다르손이 왕위계승자가 되었다. 그런데 1120년대 말엽에 아일랜드에서 노르웨이로 건너온 하랄드 길리크리스트라는 자가 자신이 시구르드의 아버지 마그누스 3세 베르푀트의 사생아라고 주장하고 나섰다. 실제로 마그누스 베르푀트는 아일랜드 방면에서 노략질을 했던 전력이 있었고, 길리크리스트가 불의 시련재판을 통과했기에 시구르드는 길리크리스트가 자신의 이복형제라고 인정할 수밖에 없었다. 대신 시구르드는 길리크리스트에게 자신과 아들이 살아 있는 동안은 왕위를 주장하지 않겠다는 맹세를 받아냈다.

### 시구르드 요르살라파리의 계승 문제

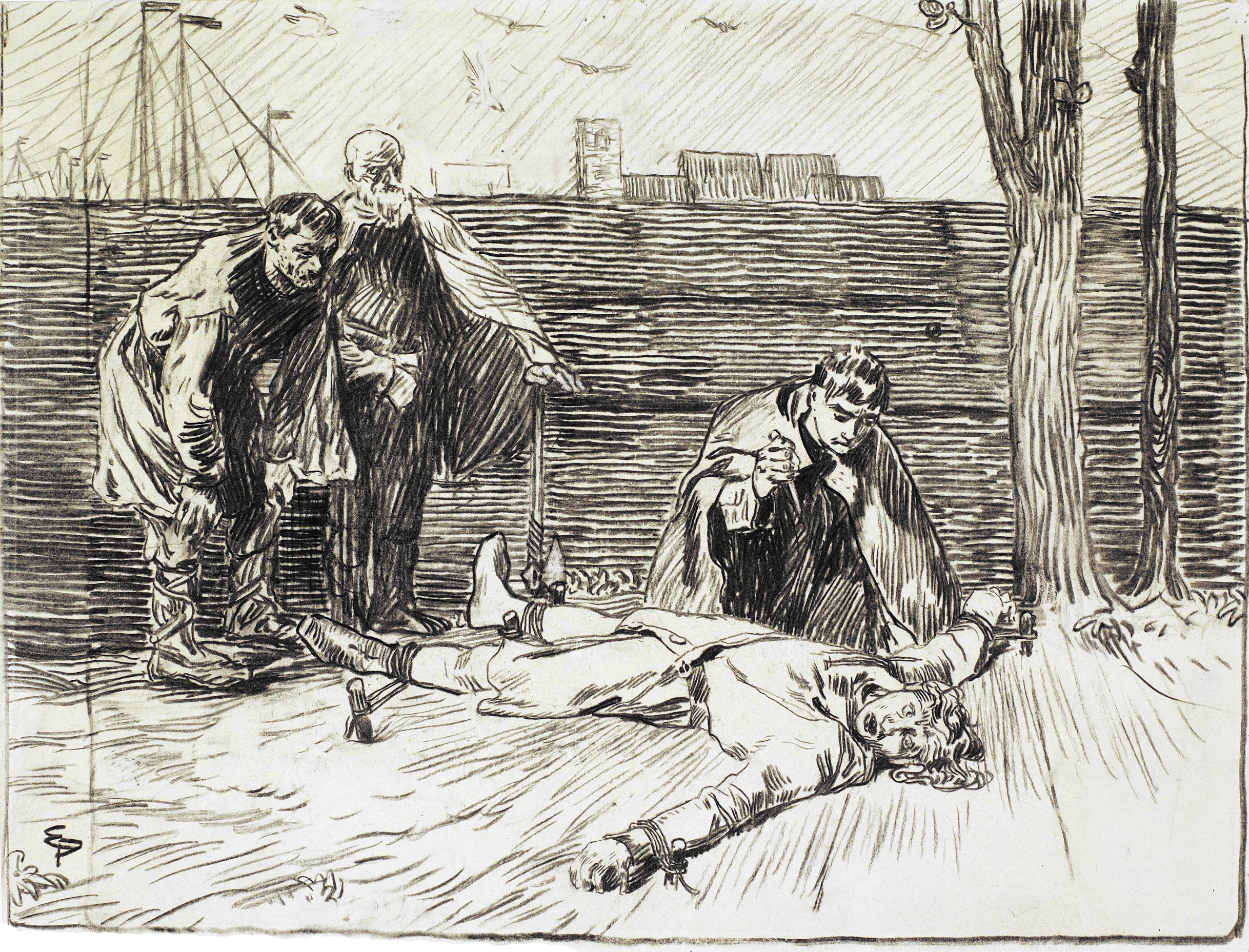
거세당하는 마그누스 왕. 『헤임스크링글라』 1899년판에 수록된 에일리프 페테르센의 삽화.

시구르드 1세 요르살라파리가 1130년 죽자, 하랄드 길리크리스트는 바로 맹세를 깨뜨렸다. 길리크리스트는 시구르드의 아들 마그누스 뿐 아니라 자신도 왕위에 오를 권리가 있다고 나섰으며, 많은 지지를 받았다. 마그누스와 길리크리스트는 공동왕으로 즉위해 통치권을 공유할 것을 합의했다. 그러나 1134년 결국 전쟁이 터지고 말았다. 개전 1년만인 1135년 하랄드 길리크리스트는 마그누스 시구르다르손을 베르겐에서 붙잡아 눈을 뽑고 거세하고 팔다리를 자른 뒤 수도원에 유폐했다. 그래서 마그누스는 후세에 "맹인왕"이라 불리게 되었다. 한편, 이번에는 아이슬란드에서 건너온 시구르드 슬레메베댜큰이라는 자가 자신도 선왕 마그누스 베르푀트의 서자라고 주장하고 나섰고, 덴마크에서 불의 시련재판을 통과해 진정성을 입증받았다. 그러나 길리크리스트는 슬레메베댜큰을 자기 이복형제라고 인정하지 않았다. 그러자 1136년 길리크리스트가 베르겐에서 자다가 암살당해 죽고, 길리크리스트를 죽인 슬레메베댜큰이 자기가 왕이라고 선언했다. 길리크리스트의 지지자들은 이것을 받아들이지 않고, 길리크리스트의 두 어린 아들 시구르드 문과 잉기 크로크흐뤼그를 공동왕으로 추대했다. 시구르드 슬레메베댜큰은 수도원에 유폐되어 있던 마그누스를 풀어주고 한 편을 먹었다. 이렇게 해서 마그누스 시구르다르손과 시구르드 슬레메베댜큰이 한 편에, 하랄드 길리크리스트의 어린 두 아들과 그 지지자들이 한 편에 서서 대치하는 형국이 되었다. 그러다 1139년 홀멘그로 전투에서 마그누스와 슬레메베댜큰이 참패하고 마그누스는 전사했으며 슬레메베댜큰은 포로로 붙잡혀 고문당하다 죽었다.

### 하랄드 길리크리스트의 아들들
시구르드와 잉기의 권력분점은 초기에는 둘 다 어린아이였기 때문에 별 문제가 없었다. 그러다 1142년, 이번에는 스코틀랜드에서 노르웨이로 건너온 에위스테인이라는 자가 선왕 하랄드 길리크리스트의 아들임을 주장하고 나섰다. 에위스테인은 부왕의 아들로서 상속의 몫을 요구했고, 그 역시 공동왕이 되었다. 삼형제 공동왕 체제는 한동안 잘 굴러가는 것 같았다. 그러다 1155년, 에위스테인과 시구르드가 잉기를 폐위하고 둘이서만 권력을 나누자고 음모를 꾸몄다. 이 정보를 들은 잉기의 모후 잉기리드 로근발드스도티르와 렌드마드 그레고리우스 다그손이 잉기에게 선제공격해야 한다고 설득했다. 그래서 세 왕이 회의를 위해 모이던 베르겐에서 잉기파의 습격으로 시구르드는 죽고, 에위스테인은 베르겐을 탈출했다. 이후 잉기와 에위스테인은 합의에 도달했으나 그 합의는 매우 미약한 것이었고, 곧 공공연한 전쟁으로 발전했다. 길리크리스트의 아들 삼형제의 내전은 1157년 에위스테인이 보후슬렌에서 붙잡혀 죽임을 당하면서 끝났다. 하지만 에위스테인과 시구르드의 지지자들은 잉기에게 복종하지 않고, 시구르드의 아들 하콘 헤르데브레이를 대립왕으로 추대했다. 이 시점부터 왕위를 주장하는 계승권자가 죽더라도 그 주변의 세력이 흩어지지 않고 새로운 계승권자를 데려와 앉히고 내전을 계속하는 패턴이 나타나는데, 내전의 양상이 새로운 단계로 넘어가는 한가지 중요한 징후였다. 하콘 헤르데브레이는 불과 10세였기에 허수아비에 지나지 않았으나, 그 지지자들은 계속 잉기와 싸워서 결국 1161년 오슬로 전투에서 잉기를 죽여버렸다.

### 마그누스 에를링손과 천주교회
잉기가 죽었으나 이번에는 잉기의 지지자들이 4년 전 에위스테인 지지자들이 했던 그대로, 하콘을 왕으로 인정하는 대신 새로운 계승권자를 내세우고 나섰다. 그들 가운데 가장 유력한 귀족 에를링 스카케의 다섯살박이 아들 마그누스 에를링손이었다. 에를링은 아내 크리스틴이 선왕 시구르드 요르살라파리의 딸이므로 자기 아들은 그 외손자라는 논리로 계승권을 주장했으며, 야를의 칭호를 갖고 이 파당의 실질적인 지도자로 행세했다. 이듬해, 에를링파는 롬스달 협만에서 벌어진 전투에서 하콘파를 무찌르고 하콘을 잡아 죽였다.  그 이듬해에는 시구르드 문의 또다른 아들 시구르드 마르쿠스포스트레가 새로운 계승권자로 세워졌으나, 에를링 스카케가 신속하게 잡아 죽였다.

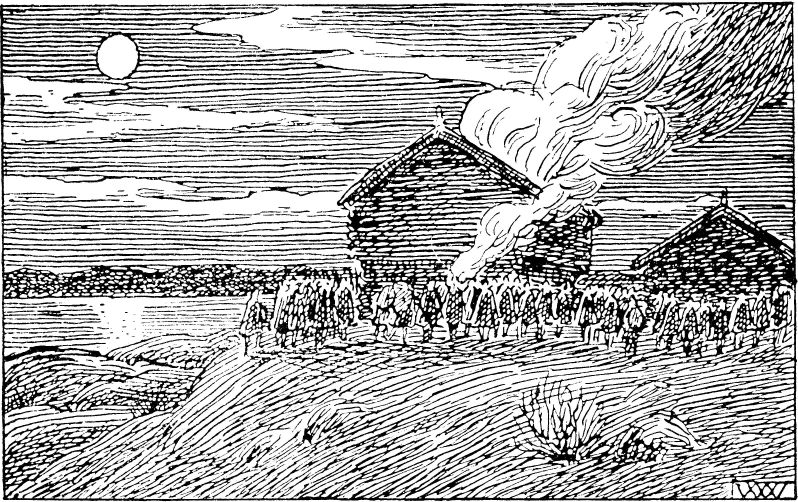
시구르드 마르쿠스포스트레의 지지자들의 집을 태우는 에를링 스카케. 『헤임스크링글라』 1899년판 삽화.

에를링과 그 파당의 행동은 상당히 파격적인 것이었는데, 그들이 왕으로 추대한 마그누스 에를링손은 그 어떤 선왕의 아들도 아니므로 전통적인 계승권이 없었다. 시구르드 요르살라파리의 외손자이기는 했으나, 원래 계승권은 남계 후손에게만 주어지는 것이었다. 이 취약한 정통성을 보강하기 위해 에를링파는 천주교회를 포섭해서, 적자만 계승권을 갖는다는 새로운 기준을 도입한다. 에를링파의 예전 지도자였던 잉기 크로크흐뤼그는 하랄드 길리크리스트의 유일한 적자였고, 자기들이 지금 왕으로 밀고 있는 마그누스 에를링손도 에를링 스카케와 크리스틴 시구르다르도티르의 적자라는 논리였다. 1152년 니다로스에 노르웨이 대교구가 설치되고 노르웨이에서 조직적으로 세력을 확대해가던 천주교회와의 유착은 에를링파에 큰 자산이 되었다. 1163년, 마그누스 에를링손은 베르겐에서 최초로 교회의 대관을 받은 노르웨이 국왕이 되었는데, 이 때 나이가 불과 7세였다. 마그누스의 대관식과 동시에 적장자에게만 상속권이 있다는 성문상속법이 반포되었다. 이후 10여년간 마그누스 에를링손이 국왕이고 에를링 스카케가 대원군 노릇을 하는 체제는 어느 정도 안정된 것처럼 보였다. 에를링 스카케는 자기 아들에게 위협이 될 수 있는 잠재적 경쟁자들을 무자비하게 박살냈고, 또한 덴마크 왕 발데마르 1세와도 동맹했다.

### 스베리르 시구르다르손과 비르키베이나르의 흥기
1174년, 새로운 세력이 나타나 마그누스 에를링손에게 반란을 일으켰다. 그들의 지도자는 에위스테인 하랄드손의 아들 에위스테인 메윌라였다. 메윌라를 지지한 이 파당은 비르키베이나르라고 불렸는데, 이는 "자작나무 다리"라는 뜻으로서 너무 가난해서 신발 대신 자작나무 껍질을 발에 묶고 다닌다는 멸칭이었다. 에위스테인 메윌라는 1177년 레 전투에서 에를링파에 패배하고 전사했지만, 곧 스베리르 시구르다르손이 비르키베이나르의 새로운 지도자로 등장했다. 스베리르는 페로 제도에서 노르웨이로 건너온 자로서, 최근에 자신이 선왕 시구르드 문의 아들이었다는 사실을 알게 되었다고 주장했다. 그 주장은 현대의 역사학자들과 당대인들 모두 믿지 않았지만, 유능한 스베리르는 에를링 스카케의 정치에 불만이 있는 모든 사람들을 자신에게 규합하는 데 성공했다.

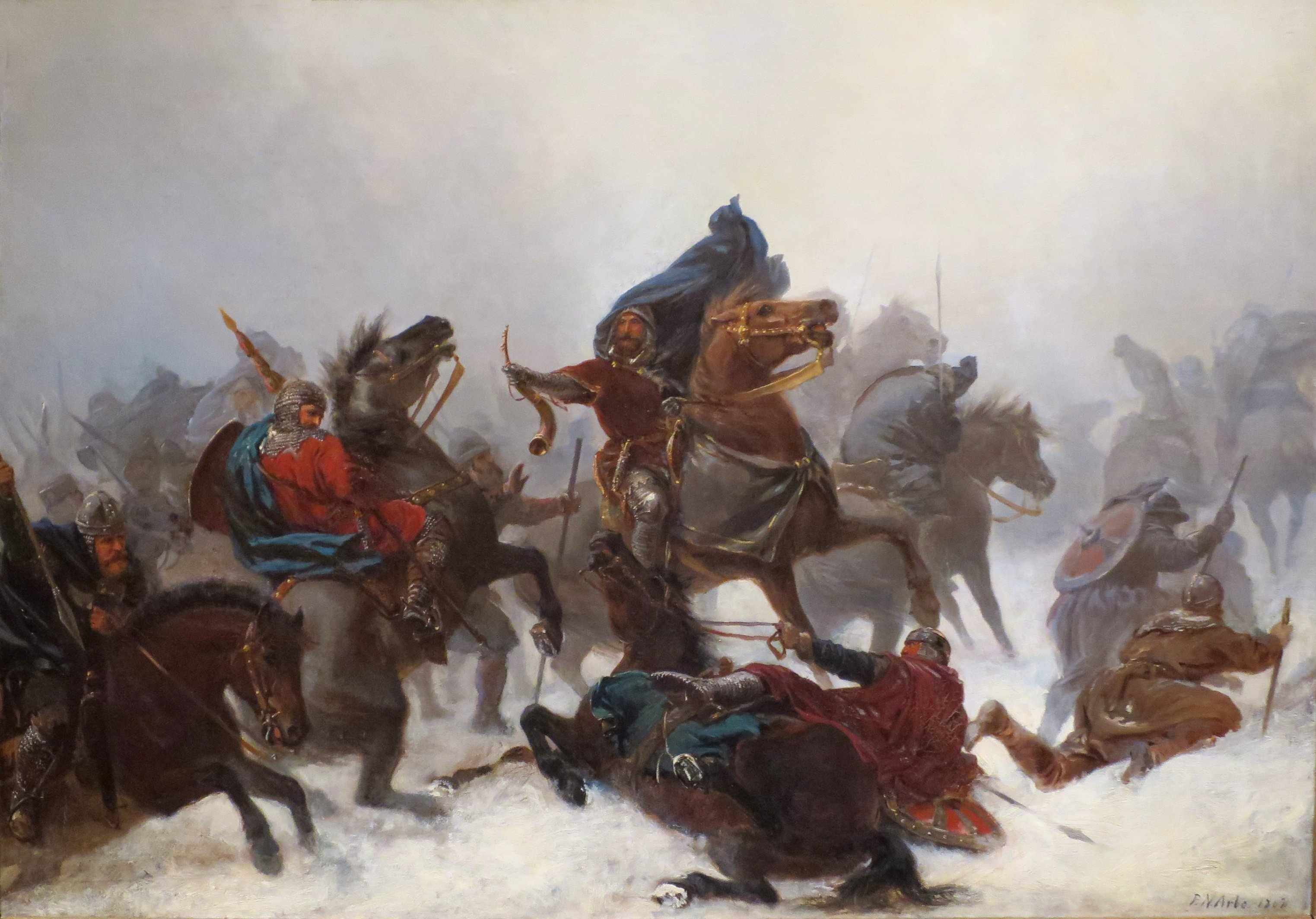
보스 산맥(Voss)에서 기습을당한 스베리르 시구르다르손. 그는 유능한 전술적 혁신가이기도 했다.

일부 유물사관 역사학자들은 스베리르와 비르키베이나르를 빈민파로 보고, 그들이 에를링 스카케와 마그누스 왕에 맞서 싸운 것을 일종의 계급투쟁으로 해석하려 시도했다. 하지만 스베리르의 파당이 얼마나 경제적 약자를 대변했는지 그 여부는 논쟁의 여지가 있다. 대부분의 렌드마드(당대 노르웨이의 귀족)가 마그누스를 지지했던 것은 맞지만, 스베리르 역시 적지 않은 렌드마드를 자기 편으로 회유해냈다. 무엇보다도 비르키베이나르는 사회구조의 변혁을 꾀하지 않았고, 그저 자기들이 그 사회의 정점에 올라가고자 했을 뿐이었다.
1179년, 스베리르는 니다로스 외곽 칼브스키네트에서 결정적 승리를 거두었고, 에를링 스카케가 이 전투에서 전사했다.  이 시점부터 니다로스가 있는 트뢰넬라그 지방이 스베리르를 지지하는 아성이 되었다. 마그누스는 아버지가 죽은 뒤에도 공동왕으로서 왕국을 나눠 갖자는 스베리르의 제안을 거부하고 계속 싸웠다. 스베리르의 지지가 쓴 것으로 보이는 「스베리르의 사가」를 보면, 마그누스 왕이 평민들에게 적지 않은 지지를 받았고 그래서 스베리르의 싸움이 어려워졌다고 한다. 스베리르와 마그누스의 전쟁은 7년 이상 계속되었고, 결국 밀려난 마그누스는 덴마크로 망명을 시도했다. 1184년, 송네 피오르에서 벌어진 핌레이테 해전에서 마그누스가 죽으면서 전쟁은 스베리르의 승리로 끝났다.
스베리르는 1202년까지 노르웨이를 다스렸으나, 그의 통치는 불안정했다. 에를링 스카케와 영합했던 천주교회가 스베리르를 왕으로 인정하지 않은 것이 치명적인 요소였다. 1190년, 노르웨이 대주교 에이리크 이바르손이 노르웨이를 탈출한 뒤 1194년 교황에게서 스베리르의 파문을 얻어냈다. 교황이 노르웨이에 잔류한 모든 주교는 덴마크에 망명간 에이리크 대주교에게 합류하라고 명령했고, 주교들은 명령을 따랐다. 스베리르는 그 전에 오슬로 주교 니콜라스 아르네스손을 겁박하여 아슬아슬하게 대관을 받아냈다. 1198년, 교황 인노첸시오 3세는 노르웨이 왕국에 금령을 발령했다. 스베리르는 자신의 파문이 철회되었다고 주장하기 위해 문서들을 위조하기까지 했다. 하지만 결국 스베리르는 죽을 때까지 파문이 철회되지 않았다.
그러자 파문당한 스베리르에게 도전하는 새로운 참칭자들이 여럿 나타났는데, 개중에 가장 강대한 것은 잉기 크로크흐뤼그의 아들을 자칭한 욘 쿠블룽이었다. 욘 쿠블룽은 1185년 즉위를 선언했으나 3년 뒤 베르겐에서 전사했다. 1193년에는 마그누스 에를링손의 서자 시구르드 마그누손이 즉위를 선언했는데, 시구르드는 당시 13세로, 하랄드 마다드손 등 귀족들의 허수아비에 불과했다. 1194년, 베르겐 바로 북쪽의 아스쾨위섬에서 벌어진 블로르복 전투에서 스베리르는 시구르드를 죽이고 승리했다.

### 바글라르의 등장
1197년, 스베리르의 왕국에 가장 심각한 도전이 부상하기 시작했다. 잉기 크로크흐뤼그의 이복형제이기도 한 오슬로 주교 니콜라스 아르네스손, 노르웨이 대주교 에이리크 이바르손 등 스베리르의 주요 정적들이 스코네(당시 덴마크령)의 할뢰르 장시에서 회동했다. 그들은 잉기 마그누손이라는 아이를 데려다가 마그누스 에를링손의 아들이라고 주장하고 자기들의 허수아비로 삼았다. 이들의 파당은 바글라르라고 불렸는데, 노르드어로 주교의 지팡이를 의미한다. 이후, 스베리르의 치세는 천주교회의 공공연한 지지를 받는 바글라르 반군과의 내전으로 얼룩졌다. 바글라르는 스베리르를 이기고 폐위시킬 능력은 없었지만, 스베리르 역시 바글라르를 발본색원해서 씨를 말릴 수 없었다. 1202년 스베리르가 베르겐에서 병에 걸려 죽었는데, 내전이 시작된 이래 자연사한 첫 번째 왕이었다. 스베리르는 아들이자 후계자 하콘 스베리스손에게 교회와 합의에 도달해야 한다는 유언을 남겼다. 하콘이 비르키베이나르의 새 왕으로 즉위한 그 해, 노르웨이의 금령이 풀리면서 주교들이 귀국하기 시작했다. 쓸모가 없어진 바글라르파의 허수아비 왕 잉기 마그누손도 자기를 추대한 바글라르들에게 같은 해에 살해되었다.

### 제2차 바글라르 전쟁과 크비최위 합의
하콘 스베리스손의 치세에는 나라가 평안한 듯 했으나, 그는 즉위한 지 불과 2년만인 1204년 급사한다. 하콘의 계승자는 그의 형이자 스베리르의 장남인 시구르드의 아들 구토름이었는데, 하콘이 승하한 시점에서 다섯살짜리 유아에 불과했고 그 구토름 역시 같은 해 죽어 버렸다. 스베리르의 직계 남자 후손이 한 명도 남지 않게 되자 비르키베이나르당은 스베리르의 조카들 가운데 잉기 바르다르손을 골라 왕으로 추대했다. 그사이 덴마크에서 바글라르당이 재건되어 마그누스 에를링손의 또다른 아들 에를링 스테인베그를 왕으로 추대한 뒤 노르웨이를 침공, 오슬로 협만 일대를 점령했다. 에를링 스테인베그가 1207년 병이 들어 죽고, 바글라르당은 잉기 크로크흐뤼그의 조카 필리푸스 시몬스손을 왕으로 추대하고 전쟁을 이어갔다. 바글라르가 오슬로 협만 일대에서 세력이 강성한 반면, 트뢰넬라그는 비르키베이나르의 아성이었고, 나머지 국토는 쌍방의 전쟁터가 되었다. 결국 주교들이 중재를 주도하여, 1208년 크비최위에서 양측이 회동했다. 그 결과 바글라르당의 왕 필리푸스가 동노르웨이를 계속 다스리되 왕위주장은 포기하고, 비르키베이나르당의 왕 잉기가 명목상 단독왕의 지위를 유지하는 것으로 합의되었다. 필리푸스가 약속을 지키지 않고 죽을 때까지 계속 의전상 왕을 자칭하며 행세했으나, 일단 1217년까지는 평화가 유지되었다.

### 비르키베이나르와 바글라르의 화해

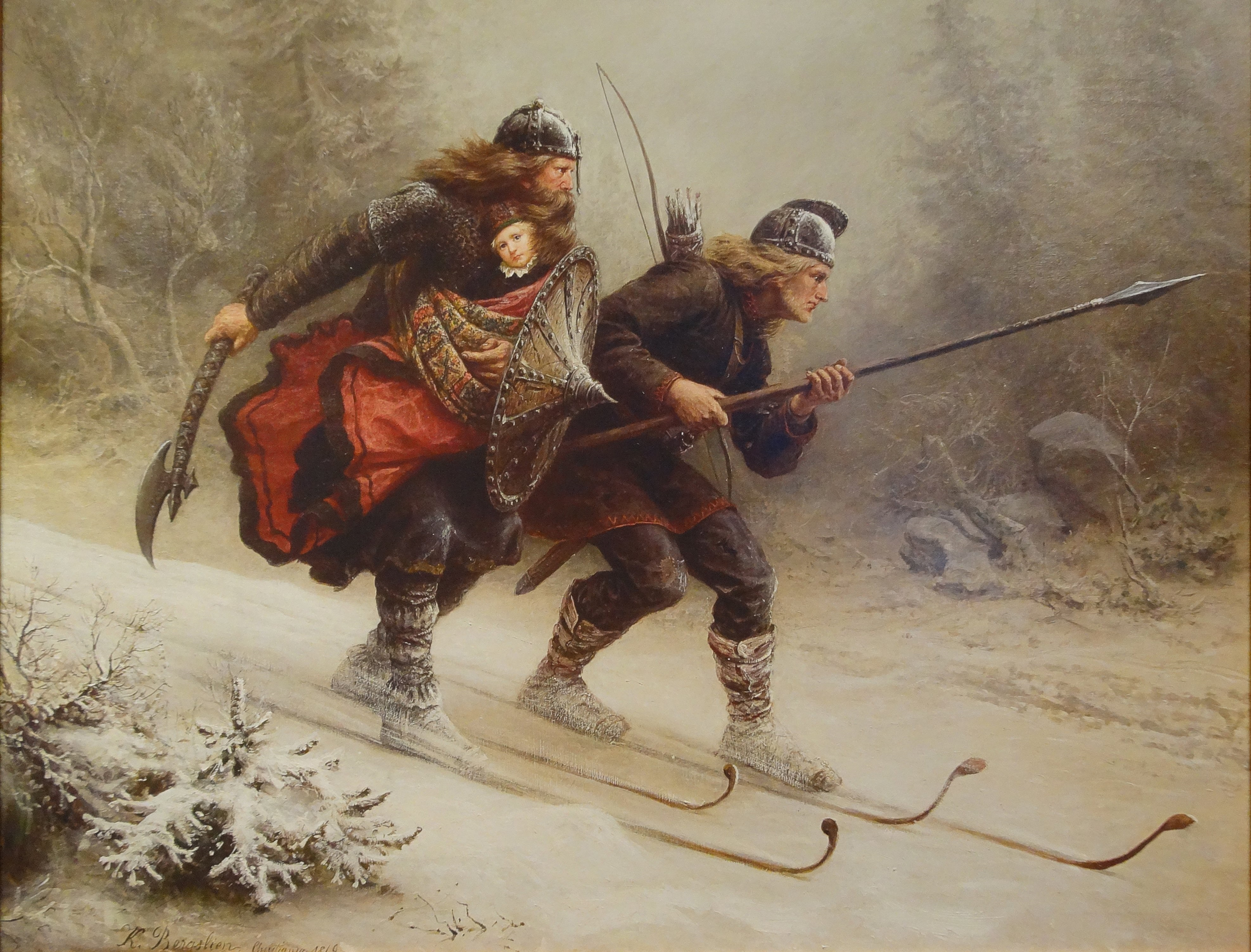
어린 하콘 하코나르손을 피신시키는 비르키베이나르. 19세기 화가 크누드 베르그슬리엔의 그림(1869년).

1217년, 잉기 바르다르손이 죽었다. 지도자가 없으면 바글라르당이 공격해올 것이라 우려한 비르키베이나르당은 13세의 하콘 하코나르손을 왕으로 추대했다. 야를 스쿨리 바르다르손이 비르키베이나르당의 실질적 지도자였다. 하콘 하코나르손은 1206년 그 어머니 잉가 올라프스도티르가 선왕 하콘 스베리스손의 유복자라고 주장하며 궁정에 데리고 나타났는데, 하콘 스베리스손이 급사한 1204년에 후계자를 찾던 비르키베이나르당에서조차 그 존재를 알지 못한, 정체가 수상한 아기였다. 원래 잉기 바르다르손의 동생인 스쿨리 바르다르손 본인이 왕위에 오르려 했으나, 스쿨리는 일단 군권을 장악하여 실질적인 최고 권력자가 된 것에 만족했다. 한편, 같은 해 바글라르당의 왕 필리푸스도 죽자 스쿨리는 신속히 행동에 나섰다. 스쿨리는 바글라르당에게 새 왕을 추대하지 말고 당을 해산하여 하콘 하코나르손에게 충성을 맹세해 두쪽난 나라를 합치자고 간신히 설득해냈다. 설득되지 않은 일부는 에를링 스테인베그의 아들 시구르드 리붕그를 지도자로 하여 동노르웨이에서 계속 반란을 이어갔다. 1227년 시구르드가 자연사하자 바글라르당의 잔당들도 반란을 포기했다. 그래서 1227년이 내전이 종식된 해로 지목되기도 하지만, 보통은 스쿨리 바르다르손의 반란까지 진압된 1240년을 내전이 종식된 해로 판단한다.
1217년 하콘 하코나르손이 왕으로 추대된 것은 비상시국에서의 임시적인 조치의 성격이 강했고, 스쿨리는 언제고 왕위가 자기에게 돌아올 것이라 믿어 의심치 않았다. 1223년, 노르웨이의 대귀족들이 베르겐에 모인 자리에서 스쿨리는 시구르드 리붕그 및 다른 두 명의 왕위요구자와 함께 국왕 후보자로 출마했다. 하지만 이 선거는 하콘이 왕이라는 것을 재확인하는 것으로 끝났다. 하콘이 장성해서 친정하기 시작하자 스쿨리의 권력은 기울기 시작했다. 하콘은 평화를 지키기 위해 1225년 스쿨리의 딸 마르그레트와 결혼했다. 1237년에는 스쿨리에게 공작(hertogi)의 작호를 수여했는데, 이것이 노르웨이 역사상 첫 번째 공작 서작이었다. 그러나 만족하지 못한 스쿨리는 결국 1239년 반란을 일으켰다. 그러나 반란은 실패로 돌아가고 스쿨리는 니다로스의 한 수도원에 숨었다가 하콘 왕의 부하들에게 살해당했다. 이로써 110년에 걸친 내전이 종식되었다.

## 내전 관련자들의 족보
정식으로 왕으로 인정받은 경우에만 왕관을 표시했다. 선왕의 혈통을 일방적으로 주장했을 뿐 근거가 박약한 경우 물음표로 표시했다.
- 마그누스 3세 베르푀트
  -  에위스테인 1세 마그누손
    - 마리아 에위스테인스도티르 = 구드브란드 스카프호그손
      - 올라프 우게파

  -  시구르드 1세 요르살라파리
    -  마그누스 4세 시구르다르손
    - 크리스틴 시구르다르도티르 = 에를링 스카케
      -  마그누스 5세 에를링손
        - 시구르드 마그누손 ？
        - 잉기 마그누손 ？ (바)
        - 에를링 스테인베그 ？ (바)
          - 시구르드 리붕그 (바)

  -  올라프 마그누손
  -  하랄드 4세 길리크리스트 ？
    -  시구르드 2세 문
      -  하콘 2세 헤르데브레이
      - 시구르드 마르쿠스포스트레
      - 체칠리아 시구르다르도티르 = 바르드 구토름손
        -  잉기 2세 바르다르손 (비)
        - 스쿨리 바르다르손 (비)
        - 하콘 갈린 (체칠리아와 폴크비드 로그마드의 아들)
          - 크누트 하코나르손 (바)

      -  스베리르 시구르다르손 ？ (비)
        - 시구르드 스베리스손
          -  구토름 시구르다르손 (비)

        -  하콘 3세 스베리스손 (비)
          -  하콘 4세 하코나르손 ？ (비)

    -  잉기 1세 크로크흐뤼그
      - 욘 쿠블룽 ？

    - 마르그레테 아르다도티르 = 시몬 카레손
      - 필리푸스 시몬스손 (바)

    -  에위스테인 2세 하랄드손 ？
      - 에위스테인 메윌라 (비)

  - 시구르드 슬레메베댜큰 ？